# Xenocompsa flavonitida
Xenocompsa flavonitida is een keversoort uit de familie van de boktorren (Cerambycidae). De wetenschappelijke naam van de soort werd voor het eerst geldig gepubliceerd in 1859 door Fairmaire & Germain.